# إنجلترا المرحة

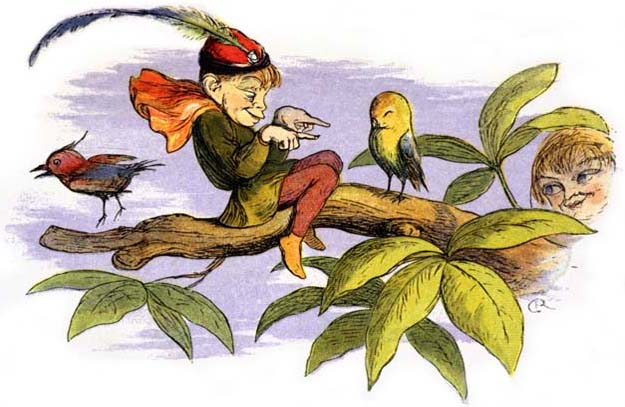

تشير عبارة «إنجلترا المرحة» (بالإنجليزية: «Merry England»، أو «Merrie England») بتهجئة أكثر مرحًا وقدمًا، (وتسمى أيضًا إنجلترا المرحة القديمة «Merrie Olde Englande»)، إلى صور نمطية ذاتية إنجليزية، ومفهوم طوبائي للمجتمع والثقافة الإنجليزية على أساس أسلوب حياة رعوي شاعري يُزعم أنه كان سائدًا في بريطانيا الحديثة المبكرة في وقت ما بين العصور الوسطى وبداية الثورة الصناعية. بشكل أعم، تشير إلى ماهية إنجليزوية مفترضة مع إيحاءات حنينية، تتضمن رموزًا ثقافية مثل كوخ القش والحانة الريفية وشواء يوم الأحد.
لا تعتبر «إنجلترا المرحة» تصورًا متسقًا تمامًا ولكنه بالأحرى إنجلترا معدلة التي وصفها خريج أكسفورد الفلكلوري روي جادج بأنها «عالم لم يكن موجودًا في الواقع قط، مشهد خيالي أسطوري، حيث يصعب اتخاذ اتجاهات تاريخية طبيعية.» يمكن معاملتها على أنها نتاج لخيال عاطفي يتسم بالحنين إلى الماضي وكبنية أيديولوجية أو سياسية، تدعم غالبًا وجهات نظر محافظة مختلفة للعالم. تكشف التصورات الإيجابية لإنجلترا المرحة حنينًا لجوانب من مجتمع سابق فُقدت في العصور الحديثة.

## أصول العصور الوسطى
نشأ مفهوم إنجلترا المرحة في العصور الوسطى، عندما صاغ هنري من هانتينغدون نحو عام 1150 عبارة Anglia plena jocis (إنجلترا المليئة بالمرح) لأول مرة. ناقش الموسوعي بارثولوميوس الإنجليزي موضوعه في القرن التالي، وادعى أن «إنجلترا مليئة بالمرح واللعب، والرجال قادرون في كثير من الأحيان على المرح واللعب».
ولكن، تشير دراسة رونالد هوتون لروايات وكلاء الكنيسة إلى تأسيس حقيقي لـ «إنجلترا المرحة» في السنوات بين 1350 و 1520، مع الجولة الاحتفالية السنوية الجديدة المستفيضة للسنة الشعائرية، مع الشموع والمسابقات، والمسيرات والألعاب، والأساقفة الصبيان وتزيين الغرف العلوية للصليب. زعم هوتون أن العديد من أنشطة التعبد الشعبية التي انتقدها الإصلاحيون في القرن السادس عشر، بعيدًا عن كونها بقايا وثنية، كانت في الواقع إبداعات من العصور الوسطى المتأخرة: وبالتالي تعكس «إنجلترا المرحة» تلك الجوانب التاريخية للعادات والفولكلور الإنجليزي الريفي اللذان فقدا لاحقًا.
يُرجح استخدم نفس المفهوم أيضًا لوصف حالة حياة طوبائية تطلع الفلاحون لقيادتها. استندت ثورات الفلاحين، مثل التي قادها وات تايلر وجاك سترو، إلى فكرة خيالية كانت مساواتية أيضًا - طالب جون بول بأن يكون كلًا من «النبيذ والتوابل والخبز الجيد... والمخمل والكاملت المفرى بالغريس (فراء رمادي باهظ) متاحةً للجميع. أراد متمردو تايلر التخلص من الأرستقراطية الإقطاعية (رغم أن مصطلح «النير النورماندي» يعود إلى فترة لاحقة) والعودة إلى الوقت المتصور حكم فيه الساكسونيون بالمساواة والحرية. كانت الحجج الرئيسية لمتمردي تايلر هي عدم وجود أساس للحكم الأرستقراطي في الكتاب المقدس، وأن الطاعون قد أظهر بطبيعته العشوائية أن جميع الناس متساوون تحت حكم الله.
حتى في الأوقات الهادئة نسبيًا، كان وجود القرون الوسطى بالنسبة للغالبية صعبًا وغير مؤكد، يصف لورانس ستون الحياة الريفية بأنها كانت «تحت رحمة المرض والطقس... بوجود مال لإنفاقه اليوم من بيع محصول وفير، والغرق في الديون غدًا بسبب فشل الحصاد». ومع ذلك، كان المجتمع الريفي مستعدًا بشكل واضح للعب بشدة، وكذلك العمل بجد (حتى لو كان الكثير من الأدلة الباقية على ذلك تأتي في شكل لوم رسمي أو كنسي أو علماني).